# Dominic Raab
Dominic Rennie Raab (engelskt uttal: [ˈdɑ.məˌnɪk]), född 25 februari 1974 i Buckinghamshire, är en brittisk politiker som representerar Konservativa partiet. Han satt som Storbritanniens lordkansler, justitieminister och biträdande premiärminister mellan september 2021 och september 2022, och åter igen mellan oktober 2022 och april 2023. Mellan 2019 och 2021 var han biträdande premiärminister och landets utrikesminister. När premiärminister Boris Johnsons insjuknande i Covid-19 i april 2020 fick Raab ansvar för att leda regeringens arbete under dennes frånvaro. 
Raab valdes in i brittiska underhuset 2010 och utnämndes 2018 till Secretary of State for Exiting the European Union ("Brexitminister") 2018. Han avgick efter bara fyra månader på grund av oenighet med premiärminister Theresa May om utträdeavtalet. Efter hennes avgång 2019 kandiderade Raab till posten som partiordförande som han dock förlorade till Boris Johnson. Denne utsåg Raab i juli 2019 till utrikesminister i regeringarna Johnson I och II.
Den 15 september 2021 genomförde premiärminister Boris Johnson en regeringsombildning och meddelade att Raab utsetts till lordkansler och att Liz Truss skulle ersätta Raab som utrikesminister. Förflyttnigen av Raab till justitiedepartementet rapporterades som en degradering. En bidragande orsak sades vara Raabs agerande under Talibanoffensiven 2021 och Kabuls fall, för vilket han hade kritiserats.
Raab är utbildad jurist från universiteten i Cambridge och Oxford.